# Frontera entre els Estats Units i les Illes Marshall
La frontera entre els Estats Units i les Illes Marshall es completament marítima i es troba a l'oceà Pacífic situada en equidistància entre les illes Wake (Illes d'Ultramar Menors dels Estats Units) i l'atol·ló deshabitat de Bokak.
Cap tractat especifica la posició entre aquestes dues illes de corall separades per 318 milles nàutiques; segons la Convenció de les Nacions Unides sobre el Dret del Mar, les zones econòmiques exclusives s'estenen sobre un radi de 200 milles.